# Richard Petrovszky
Richard Petrovszky (* 25. Januar 1950 in Caransebeș, Rumänien) ist ein deutscher Provinzialrömischer Archäologe.

## Leben
Nach dem Besuch der Grund- und Mittelschule sowie des Gymnasiums in Lugoj studierte er von 1968 bis 1972 Geschichte und Archäologie an der Universität Cluj und schloss mit dem Magister ab. Von 1972 bis 1973 war er Konservator am Kreismuseum in Reșița und von 1973 bis 1982 Konservator am Kreismuseum in Caransebeș. Nach seiner Übersiedlung nach Deutschland im November 1982 war er als Grabungsleiter, Grabungstechniker und Technischer Zeichner tätig. Daneben studierte er ab 1983 Vor- und Frühgeschichte, Alte Geschichte und Provinzialrömische Archäologie an der Universität München. Dort wurde er 1989 im Fach Provinzialrömische Archäologie bei Günter Ulbert promoviert. Seit dem 15. November 1989 war er wissenschaftlicher Mitarbeiter des Historischen Museums der Pfalz in Speyer, wo er die Römerzeitabeilung leitete. 2015 trat er in den Ruhestand.
Sein wissenschaftliches Spezialgebiet sind die römerzeitlichen Metallgefäße.

## Veröffentlichungen (Auswahl)
- Studien zu römischen Bronzegefäßen mit Meisterstempeln (= Kölner Studien zur Archäologie der römischen Provinzen Band 1). Leidorf, Buch am Erlbach 1993, ISBN 3-924734-12-7 (Dissertation, mit Lebenslauf).
- mit Werner Transier: Die Römerzeit. Historisches Museum der Pfalz, Speyer. Hatje, Ostfildern-Ruit 1994, ISBN 3-7757-0547-3.
- mit Reinhard Stupperich: Die „Trau-Kasserollen“. Einige Bemerkungen zu den reliefverzierten Kasserollen E 151 (= Mentor Band 1). Bibliopolis, Möhnesee 2001, ISBN 3-933925-10-X.
- mit Ulrich Himmelmann: Der reiternomadisch-hunnische Schatzfund von Rülzheim (Rheinland-Pfalz) – zum vorläufigen Forschungsstand. In: Mitteilungen des Historischen Vereins der Pfalz 115, 2017, S. 83–114.
- mit Ulrich Himmelmann: Der „Schatz von Rülsheim“ und die Folgen: Zum vörläufigen Forschungsstand und über die Zusammenarbeit mit ehrenamtlichen „Sondengängern“ in der Pfalz. In Germersheimer Geschichtsblätter 5, 2018, S. 7–40 (Digitalisat).